# 島根県道190号荒島停車場線
島根県道190号荒島停車場線（しまねけんどう190ごう あらしまていしゃじょうせん）は、島根県安来市を通る一般県道である。

## 概要
JR西日本山陰本線 荒島駅から安来市荒島町に至る。本路線は国道9号の旧道である。

### 路線データ
- 起点：安来市荒島町（JR西日本山陰本線 荒島駅前）
- 終点：安来市荒島町（国道9号交点）

## 歴史
- 1970年（昭和45年）7月31日 - 島根県告示第583号により認定される。
- 1972年（昭和47年）頃 - 現行の県道番号に変更される。

## 地理

### 通過する自治体
- 安来市

### 交差する道路
| 交差する道路           | 交差する場所 | 交差する場所 |
| ---------------------- | ------------ | ------------ |
| 国道9号 国道180号 重複 | 荒島町       | 終点         |

### 交差する鉄道
- 山陰本線

### 沿線
- JR西日本山陰本線 荒島駅
- 安来市立荒島小学校